# 3 Hudson Boulevard
Der 3 Hudson Boulevard (auch bekannt unter dem Namen The GiraSole) ist der Name eines im Baustopp befindlichen Wolkenkratzers in New York City. Er befindet sich im Viertel Hudson Yards im Stadtteil Hell’s Kitchen auf der West Side von Manhattan.

## Beschreibung
Erste Planungen für den Bau von 3 Hudson Boulevard sind bereits 2007 veröffentlicht worden. Dieser wurde bereits behördlich genehmigt und der Wolkenkratzer sollte ursprünglich im Jahr 2017 eröffnen. Die im Januar 2014 bekanntgegebene Höhe von 320 m und die Bauzeit wurden wieder verworfen und die Fertigstellung auf 2021 verschoben. Nach den aktualisierten Plänen von 2017 soll das Gebäude 287 m hoch werden und 56 Etagen beinhalten, wo Büros, ein Hotel und Wohnungen untergebracht werden. Architekt des Gebäudes, das seinen Namen durch seine Lage am Westrand von Midtown Manhattan nahe dem Hudson River erhielt, ist das Büro FX Fowle Architects. Auf dem Areal wurde ab Ende 2008 an einer Erweiterung der New Yorker U-Bahn mit der Station 34th Street/Hudson Yards gebaut und diese im September 2015 in Betrieb genommen. Um die U-Bahn-Station fertigstellen zu können, wurde das Fundament von 3 Hudson Boulevard bereits von der Metropolitan Transportation Authority gebaut, das Gebäude selbst würde von der Moinian Group errichtet werden. Der Erste Spatenstich fand im November 2017 statt. Seit der Fertigstellung des Fundaments bis auf Höhe des Straßenniveaus ruhen die Bautätigkeiten. Anfang 2022 vermeldete die Moinian Group, sie habe mit der Wiederaufnahme des Projekts begonnen, setzte aber Ende 2022 den Bau des Gebäudes aus. Die Fortführung und Fertigstellung des Wolkenkratzers stehen noch nicht fest.
Das Gebäude strebt eine LEED Platinum-Zertifizierung an.